# Camren Bicondova
Camren Renee Bicondova (San Diego, Califòrnia, 22 de maig de 1999) és una ballarina, model i actriu estatunidenca. Forma part del grup femení de ballarines "8 Flavahz". Es va donar a conèixer gràcies al productor Chris Stokes al musical Battlefield America. El 2012, el grup del qual formava part (8 Flavahz) es va proclamar subcampió a la setena temporada del programa "America's Best Dance Crew". Bicondova representa la jove Selina Kyle a la sèrie Gotham, estrenada el setembre de 2014 a la cadena americana FOX.